# Metachrostis epistrota
Metachrostis epistrota là một loài bướm đêm trong họ Erebidae.